# Anzac Village (Nuevo México)
Anzac Village es un lugar designado por el censo ubicado en el condado de Cíbola en el estado estadounidense de Nuevo México. En el Censo de 2010 tenía una población de 54 habitantes y una densidad poblacional de 37,43 personas por km².

## Geografía
Anzac Village se encuentra ubicado en las coordenadas 35°3′41″N 107°44′44″O / 35.06139, -107.74556. Según la Oficina del Censo de los Estados Unidos, Anzac Village tiene una superficie total de 1.44 km², de la cual 1.44 km² corresponden a tierra firme y (0%) 0 km² es agua.

## Demografía
Según el censo de 2010, había 54 personas residiendo en Anzac Village. La densidad de población era de 37,43 hab./km². De los 54 habitantes, Anzac Village estaba compuesto por el 1.85% blancos, el 0% eran afroamericanos, el 96.3% eran amerindios, el 0% eran asiáticos, el 0% eran isleños del Pacífico, el 1.85% eran de otras razas y el 0% pertenecían a dos o más razas. Del total de la población el 3.7% eran hispanos o latinos de cualquier raza.